# 272
272 (CCLXXII na numeração romana) foi um ano bissexto do século III do Calendário Juliano, da Era de Cristo, as suas letras dominicais foram G e F (52 semanas), teve início a uma segunda-feira e terminou a uma terça-feira.
| Ano completo                            |
| --------------------------------------- |
| Ano bissexto com início à segunda-feira |

## Eventos
- O imperador romano Aureliano reconquista o Império de Palmira (Síria, Egipto e grande parte da Ásia Menor), forçando a rainha Zenóbia a fugir para a Pártia. Destruição da Biblioteca de Alexandria.
- Durante o cerco de Tiana, o imperador romano Aureliano tem uma suposta visão ou sonho de Apolónio de Tiana, de modo que decide poupar a cidade.
- O Xá Sassânida Hormisda I sucede a Sapor I.
- Domécio sucede a Tito como bispo de Bizâncio.
- São Dinis, o primeiro bispo de Paris, e dois dos seus discípulos são decapitados numa colina perto da cidade. A colina passar-se-á a chamar de Montmartre, ou seja, Monte dos Mártires, em sua homenagem.
- Paulo de Samósata é deposto como Patriarca de Antioquia.

## Nascimentos
- Constantino I, o Grande, o primeiro imperador cristão do Império Bizantino.
- Wei Shuo, calígrafo da Dinastia Jin oriental.

## Mortes
- São Dinis.